# Salesman (film)
Salesman is een Amerikaanse documentaire uit 1969 geregisseerd door Albert Maysles, David Maysles en Charlotte Zwerin. De film volgt een groep bijbelverkopers die in New England en Florida aan de deur bijbels verkopen.
De film werd in 1992 opgenomen in het National Film Registry.

## Rolverdeling
| Acteur               | Personage             |
| -------------------- | --------------------- |
| Paul Brennan         | de "das"              |
| Charles McDevitt     | The Gipper            |
| James Baker          |                       |
| Raymond Martos       |                       |
| Kennie Turner        | manager bijbelverkoop |
| Melbourne I. Feltman | theoloog              |
| Margaret McCarron    | hotelmeid             |